# Хейда Бьёрг Хильмисдоуттир
Хейда Бьёрг Хильмисдоуттир (исл. Heiða Björg Hilmisdóttir; род. 21 февраля 1971, Акюрейри) — исландский политический деятель. Председатель группы партии «Социал-демократический альянс» в городском совете Рейкьявика. Бургомистр (мэр) Рейкьявика с 21 февраля 2025 года.

## Биография
Хейда Бьёрг Хильмисдоуттир родилась в Акюрейри 21 февраля 1971 года. Дочь Хильмара Хельгасона (Hilmar Helgason), инженера-механика, и Ловисы Сноррадоуттир (Lovísa Snorradóttir), которая работала домработницей.
Выросла в Акюрейри.
В 1988 году получила профессию судового повара (кока) в средней профессиональной школе (VMA) в Акюрейри, в 1992 году там же — профессию пищевого технолога, в том же году окончила курс естественных наук там же.
5 лет жила в Швеции. Окончила Гётеборгский университет, в 1998 году получила степень бакалавра (fil.kand.), а в 1999 году — степень магистра наук (M.Sc.) по программе менеджмента в сфере общественного питания с упором на менеджмент качества. 
В 2005 году получила степень магистра делового администрирования (MBA) в Университете Рейкьявика (HR).
В 2016 году получила диплом по позитивной психологии в Исландском университете (HÍ).
Преподавала в Исландском университете.
В 2000—2015 годах, до избрания в городской совет Рейкьявика работала директором кухни и столовой в государственной больнице Ландспитали.
Вела активную общественную деятельность, была, среди прочего, председателем Исследовательского общества продовольствия и питания Исландии (Matvæla- og næringarfræðafélag Íslands, MNÍ). Широко освещала тему продовольствия и питания в СМИ. В соавторстве с Бриндис Евой Биргисдоуттир (Bryndís Eva Birgisdóttir) написала кулинарную книгу «Сэндвичи – лакомство для гурманов» (Samlokur – grípandi góðgæti fyrir nautnafólk, 2003) и написала книгу рецептов «В своё удовольствие» (Af bestu lyst 4, 2014).
Её сын Хильмир Йёкюдль (Hilmir Jökull; род. 1998) — инвалид, ему в 11 лет диагностировали рассеянный склероз. Хейда Бьёрг Хильмисдоуттир являлась заместителем председателя Общества рассеянного склероза Исландии (MS-félag Íslands). В 2014 году избрана заместителем председателя Северного совета рассеянного склероза (NMSR), в 2016 году — председателем NMSR сроком на два года.

## Политическая карьера
Занимала должности председателя исполнительного комитета и женского движения партии.
4 февраля 2017 года на безальтернативных выборах избрана заместителем председателя партии «Социал-демократический альянс», занимала должность до 2021 года.
С 2015 года является членом городского совета Рейкьявика, много лет была председателем Совета по социальному обеспечению (Velferðarráð). Является председателем группы партии «Социал-демократический альянс» в городском совете Рейкьявика.
29 августа 2022 года избрана председателем Союза исландских общин (SÍS) сроком до 2026 года. Стала первым политиком на этом посту, представляющим не Партию независимости, а другую партию.
7 февраля 2025 года мэр Рейкьявика Эйнар Торстейнссон объявио о распаде коалиции большинства, о желании сформировать и возглавить новую. 21 февраля «Социал-демократический альянс», Пиратская партия, Исландская социалистическая партия, Народная партия и «Лево-зелёное движение» сформировали новую коалицию большинства в городском совете Рейкьявика, Хейда Бьёрг Хильмисдоуттир избрана бургомистром (мэром) Рейкьявика.

## Личная жизнь
Муж — Храннар Бьёдн Арнарссон (Hrannar Björn Arnarsson; род. 16 сентября 1967). У них четверо детей, сын и три дочери: Сайроус Мист (Særós Mist Hrannarsdóttir; род. 1991), Хильмир Йёкюдль (Hilmir Jökull; род. 1998), Солькатла Тёдль (Sólkatla Þöll Hrannarsdóttir; род. 2006) и Исольд Эмбла Эгн (Ísold Embla Ögn Hrannarsdóttir; род. 2008).